# Bảo Ninh (strand)
Het strand van Bảo Ninh (Bãi biển Bảo Ninh) is een strand in Đồng Hới, in de provincie Quảng Bình in Centraal-Vietnam.
Bảo Ninh ligt aan de Zuid-Chinese Zee, circa 500 km ten zuiden van Hanoi. Het strand is dicht bij de monding van de rivier Nhật Lệ en heeft veel zand. Er is een viersterren-vakantieverblijf, plus een aantal andere in aanbouw in het gebied. Het strand ligt op twee kilometer afstand van het centrum van Đồng Hới.

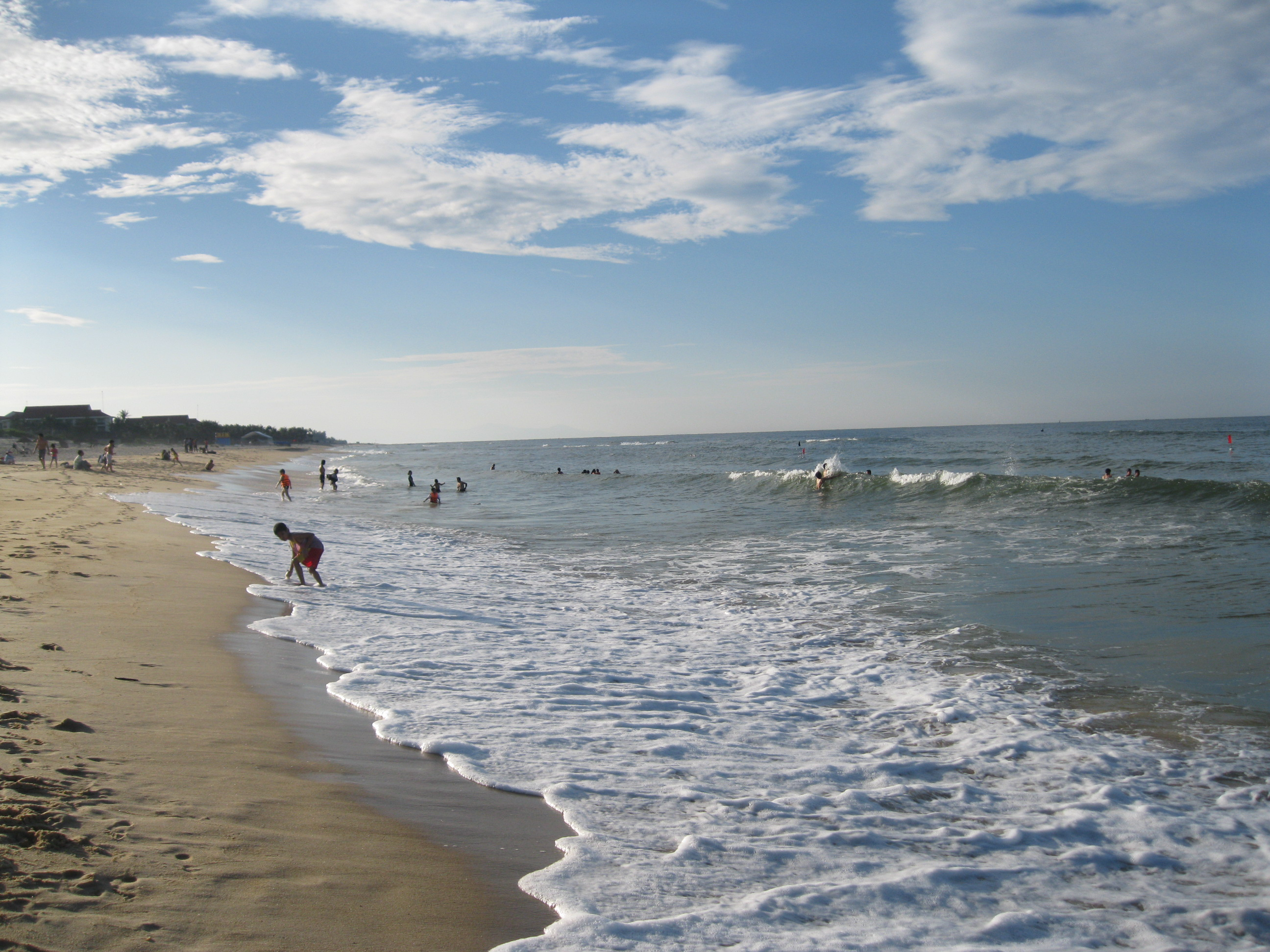
Strand van het plaatsje Bảo Ninh